# Doratoptera nicevillei
Doratoptera nicevillei är en fjärilsart som beskrevs av George Francis Hampson 1895. Doratoptera nicevillei ingår i släktet Doratoptera och familjen mätare. Inga underarter finns listade i Catalogue of Life.